# Saint-Guyomard

Saint-Guyomard este o comună în departamentul Morbihan, Franța. În 1 ianuarie 2022 avea o populație de 1.446 de locuitori.